# Gli scherzi del denaro
Gli scherzi del denaro (Komedie om geld) è un film del 1936 diretto da Max Ophüls.